# تراسي أوكونور
تراسي أوكونور (بالإنجليزية: Tracey O'Connor)‏ هي لاعب كرة مضرب نيوزيلندية، ولدت في 24 سبتمبر 1982 في Tokoroa ‏ في نيوزيلندا.

## وصلات خارجية
- تراسي أوكونور على موقع رابطة محترفات التنس (الإنجليزية)
- تراسي أوكونور على موقع الاتحاد الدولي لكرة المضرب (الإنجليزية)
- تراسي أوكونور على موقع كأس بيلي جين كينغ (الإنجليزية)
- تراسي أوكونور على موقع خلاصة التنس.كوم (الإنجليزية)